# Anthomuricea tenuispina
Anthomuricea tenuispina är en korallart som beskrevs av Nutting 1908. Anthomuricea tenuispina ingår i släktet Anthomuricea och familjen Plexauridae. Inga underarter finns listade i Catalogue of Life.